# زلفان
زلفان (به لاتین: Zul'fan) یک منطقهٔ مسکونی در تاجیکستان است که در ولایت سغد واقع شده‌است.